# Итоговый турнир WTA 2008 — парный турнир
 Кара Блэк и  Лизель Хубер подтвердили свой прошлогодний титул.

## Сеяные
| 1. Кара Блэк / Лизель Хубер (Титул) 2. Катарина Среботник / Ай Сугияма (Полуфинал) | 1. Квета Пешке / Ренне Стаббз (Финал) 2. Анабель Медина Гарригес / Вирхиния Руано Паскуаль (Полуфинал) |

## Сетка

### Используемые сокращения
- Q (англ. qualifier, дословно — квалифицировавшийся) — победитель квалификационного турнира.
- WC (англ. wild card, уайлд-кард) — специальное приглашение от организаторов.
- LD (англ. last direct acceptance, последний прямой допуск) — игрок, находящийся последним в списке участников, попадающих напрямую в основную сетку.
- LL (англ. lucky loser, лаки-лузер) — игрок с наивысшим рейтингом из проигравших в финальном раунде квалификации, приглашённый в качестве замены поздно снявшегося игрока основной сетки.
- Rt (англ. retired, дословно — снявшийся) — отказ игрока от продолжения игры по ходу матча.
- W/O (англ. walkover, дословно — проход) — выигрыш на невыходе соперника на игру.
- SE (англ. special exempt) — специальный допуск. Используется для игроков, которые удачно сыграли на неделе, предшествовавшей турниру, и потому не могли участвовать в квалификации.
- SR (англ. special rating) — специальный рейтинг. Даётся игроку, получившему травму и выбывшему из тура не менее чем на 6 месяцев и до двух лет. В этом случае его рейтинг на время лечения травмы «замораживается» и затем после возвращения, он имеет право заявляться на несколько турниров (определяется регламентом тура), чтобы попадать на турниры своего уровня.
- PR (англ. protected ranking, дословно — защищённый рейтинг). Используется для допуска в турнир игроков, пропустивших долгое время из-за травмы и опустившихся в рейтинге.
- ALT (англ. alternate) — альтернативный игрок в сетке (замена кого-то из поздно снявшихся с турнира).
- S (англ. suspended, дословно — отложен) — матч приостановлен из-за дождя или темноты.
- D (англ. defaulted) — один из спортсменов снят с турнира за неспортивное поведение.

|  | Полуфиналы | Полуфиналы                                      | Полуфиналы                                      | Полуфиналы                                      | Полуфиналы                                      | Полуфиналы                                      | Полуфиналы                                      | Полуфиналы | Полуфиналы | Полуфиналы |   |                        | Финал                  | Финал                    | Финал                    | Финал                    | Финал                    | Финал                    | Финал                    | Финал | Финал | Финал |
|  |            |                                                 |                                                 |                                                 |                                                 |                                                 |                                                 |            |            |            |   |                        |                        |                          |                          |                          |                          |                          |                          |       |       |       |
|  | 1          | Кара Блэк Лизель Хубер                          | Кара Блэк Лизель Хубер                          | Кара Блэк Лизель Хубер                          | Кара Блэк Лизель Хубер                          | Кара Блэк Лизель Хубер                          | Кара Блэк Лизель Хубер                          | 6          | 6          |            |   |                        |                        |                          |                          |                          |                          |                          |                          |       |       |       |
|  | 1          | Кара Блэк Лизель Хубер                          | Кара Блэк Лизель Хубер                          | Кара Блэк Лизель Хубер                          | Кара Блэк Лизель Хубер                          | Кара Блэк Лизель Хубер                          | Кара Блэк Лизель Хубер                          | 6          | 6          |            |   |                        |                        |                          |                          |                          |                          |                          |                          |       |       |       |
|  | 4          | Анабель Медина Гарригес Вирхиния Руано Паскуаль | Анабель Медина Гарригес Вирхиния Руано Паскуаль | Анабель Медина Гарригес Вирхиния Руано Паскуаль | Анабель Медина Гарригес Вирхиния Руано Паскуаль | Анабель Медина Гарригес Вирхиния Руано Паскуаль | Анабель Медина Гарригес Вирхиния Руано Паскуаль | 1          | 3          |            |   |                        |                        |                          |                          |                          |                          |                          |                          |       |       |       |
|  |            |                                                 |                                                 |                                                 |                                                 |                                                 |                                                 |            |            |            | 1 | Кара Блэк Лизель Хубер | Кара Блэк Лизель Хубер | Кара Блэк Лизель Хубер   | Кара Блэк Лизель Хубер   | Кара Блэк Лизель Хубер   | Кара Блэк Лизель Хубер   | 6                        | 7                        |       |       |       |
|  |            |                                                 |                                                 |                                                 |                                                 |                                                 |                                                 |            |            |            | 1 | Кара Блэк Лизель Хубер | Кара Блэк Лизель Хубер | Кара Блэк Лизель Хубер   | Кара Блэк Лизель Хубер   | Кара Блэк Лизель Хубер   | Кара Блэк Лизель Хубер   | 6                        | 7                        |       |       |       |
|  |            |                                                 |                                                 |                                                 |                                                 |                                                 |                                                 |            |            |            |   |                        | 3                      | Квета Пешке Ренне Стаббз | Квета Пешке Ренне Стаббз | Квета Пешке Ренне Стаббз | Квета Пешке Ренне Стаббз | Квета Пешке Ренне Стаббз | Квета Пешке Ренне Стаббз | 1     | 5     |       |
|  | 3          | Квета Пешке Ренне Стаббз                        | Квета Пешке Ренне Стаббз                        | Квета Пешке Ренне Стаббз                        | Квета Пешке Ренне Стаббз                        | Квета Пешке Ренне Стаббз                        | Квета Пешке Ренне Стаббз                        | 6          | 2          | [10]       |   |                        | 3                      | Квета Пешке Ренне Стаббз | Квета Пешке Ренне Стаббз | Квета Пешке Ренне Стаббз | Квета Пешке Ренне Стаббз | Квета Пешке Ренне Стаббз | Квета Пешке Ренне Стаббз | 1     | 5     |       |
|  | 3          | Квета Пешке Ренне Стаббз                        | Квета Пешке Ренне Стаббз                        | Квета Пешке Ренне Стаббз                        | Квета Пешке Ренне Стаббз                        | Квета Пешке Ренне Стаббз                        | Квета Пешке Ренне Стаббз                        | 6          | 2          | [10]       |   |                        |                        |                          |                          |                          |                          |                          |                          |       |       |       |
|  | 2          | Катарина Среботник Ай Сугияма                   | Катарина Среботник Ай Сугияма                   | Катарина Среботник Ай Сугияма                   | Катарина Среботник Ай Сугияма                   | Катарина Среботник Ай Сугияма                   | Катарина Среботник Ай Сугияма                   | 3          | 6          | 4          |   |                        |                        |                          |                          |                          |                          |                          |                          |       |       |       |
|  | 2          | Катарина Среботник Ай Сугияма                   | Катарина Среботник Ай Сугияма                   | Катарина Среботник Ай Сугияма                   | Катарина Среботник Ай Сугияма                   | Катарина Среботник Ай Сугияма                   | Катарина Среботник Ай Сугияма                   | 3          | 6          | 4          |   |                        |                        |                          |                          |                          |                          |                          |                          |       |       |       |
|  |            |                                                 |                                                 |                                                 |                                                 |                                                 |                                                 |            |            |            |   |                        |                        |                          |                          |                          |                          |                          |                          |       |       |       |